# .co
.co е интернет домейн от първо ниво за Колумбия. Администрира се от Universidad de los Andes (Университет на Андите). Представен е през 1991

## Домейни от второ ниво
- com.co
- org.co
- edu.co
- gov.co
- net.co
- mil.co
- nom.co